# Liste der Monuments historiques in Jouarre
Die Liste der Monuments historiques in Jouarre führt die Monuments historiques in der französischen Gemeinde Jouarre auf.

## Liste der Bauwerke
| Bezeichnung                                | Beschreibung | Standort                                                           | Kennzeichnung | Schutzstatus   | Datum          | Bild           |
| ------------------------------------------ | ------------ | ------------------------------------------------------------------ | ------------- | -------------- | -------------- | -------------- |
| Abtei Notre-Dame mit merowingischer Krypta |              | 6, rue Montmorin Rue de la Tour-de-l’Abbaye Rue de l’Abbaye (Lage) | PA00087037    | Classé Inscrit | 1840 1980 1998 | weitere Bilder |
| Auditorium der Abtei Notre-Dame            |              | 1, place Auguste-Tinchant 2, rue de Montmorin (Lage)               | PA77000014    | Inscrit        | 1998           | weitere Bilder |
| Speicher der Abtei Notre-Dame              |              | 1, rue Jehan-de-Brie 1, rue de la Tour (Lage)                      | PA77000015    | Inscrit        | 1998           |                |
| Herrenhaus und Bauernhof Nolongue          |              | (Lage)                                                             | PA00087038    | Inscrit        | 1937           | weitere Bilder |
| Friedhofskreuz                             |              | (Lage)                                                             | PA00087039    | Classé         | 1862           | weitere Bilder |
| Kirche St-Pierre-St-Paul                   |              | (Lage)                                                             | PA00087040    | Inscrit        | 1942           | weitere Bilder |